# Közönséges molnárlazac
A közönséges molnárlazac (Brycinus longipinnis) a csontos halak (Osteichthyes) főosztályának a sugarasúszójú halak (Actinopterygii) osztályába, ezen belül a pontylazacalakúak (Characiformes) rendjébe és az Alestidae családjába tartozó faj.

## Előfordulása
A közönséges molnárlazac az afrikai kontinens nyugati részén őshonos. Elterjedési területe Szenegáltól Angoláig terjed. Ez a halfaj egyaránt jól érzi magát a nagy folyamokban, de a kis patakokban is.

## Megjelenése

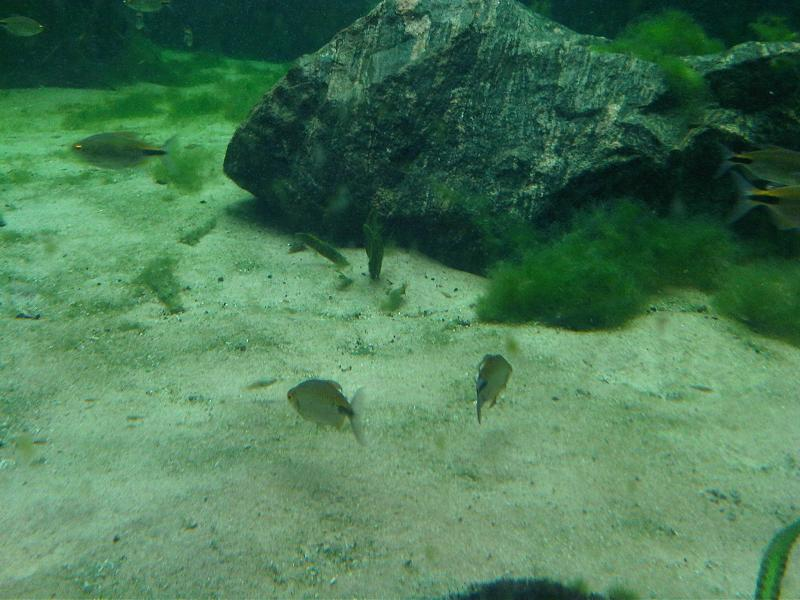
Közönséges molnárlazacok a Királyi Botanikus Kertekben

A hal elérheti a 12,5 centiméteres hosszúságot is, de azért általában a legtöbbjük ennél kisebb méretű. A halak mérete a vizek nagyságától is függ, mivel a patakokban kisebbek a példányok, míg a folyókban a közönséges molnárlazacok is nagyobb méretűek.

## Életmódja
Habár az édesvízet részesíti előnyben, ez a halfaj a brakkvízet sem kerüli el. A közönséges molnárlazac mindenevőnek számít, mivel egyaránt táplálkozik rovar lárvákkal, kis rákokkal, de algákkal is.

## Akváriumban való tartása
Ez a hal, mindenféle haleledelt elfogad a fogságban. Egyaránt megeszi a friss és fagyasztott árvaszúnyog lárvákat, a kis rákokat és a kis vízibolhákat is.

### Fordítás
- Ez a szócikk részben vagy egészben  a   Brycinus longipinnis című angol Wikipédia-szócikk fordításán alapul.  Az eredeti cikk szerkesztőit annak laptörténete sorolja fel. Ez a jelzés csupán a megfogalmazás eredetét és a szerzői jogokat jelzi, nem szolgál a cikkben szereplő információk forrásmegjelöléseként.

### Internetes leírások a közönséges molnárlazacról
- A taxon adatlapja az ITIS adatbázisában. Integrated Taxonomic Information System. (Hozzáférés: 2011. november 10.)
- Brycinus longipinnis (angol nyelven). aquabase.org. [2011. szeptember 29-i dátummal az eredetiből archiválva]. (Hozzáférés: 2011. november 10.)
- Brycinus longipinnis (angol nyelven). NCBI. (Hozzáférés: 2011. október 25.)
- Brycinus longipinnis (angol nyelven). Animal Diversity Web. (Hozzáférés: 2011. október 25.)